# Podróż Franciszka Józefa I po Galicji i Bukowinie (1851)

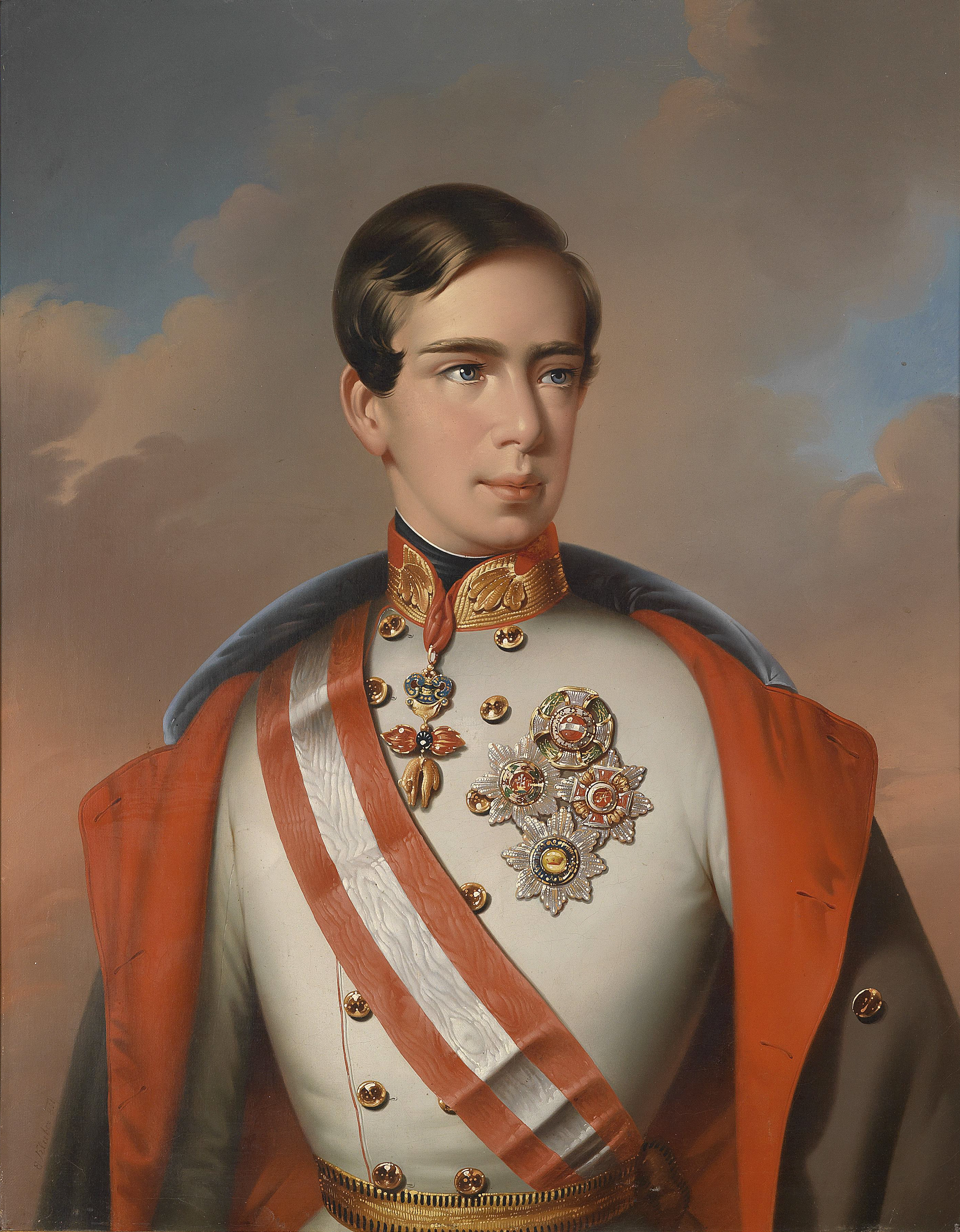
Franciszek Józef I na obrazie Eduarda Kliebera z 1851

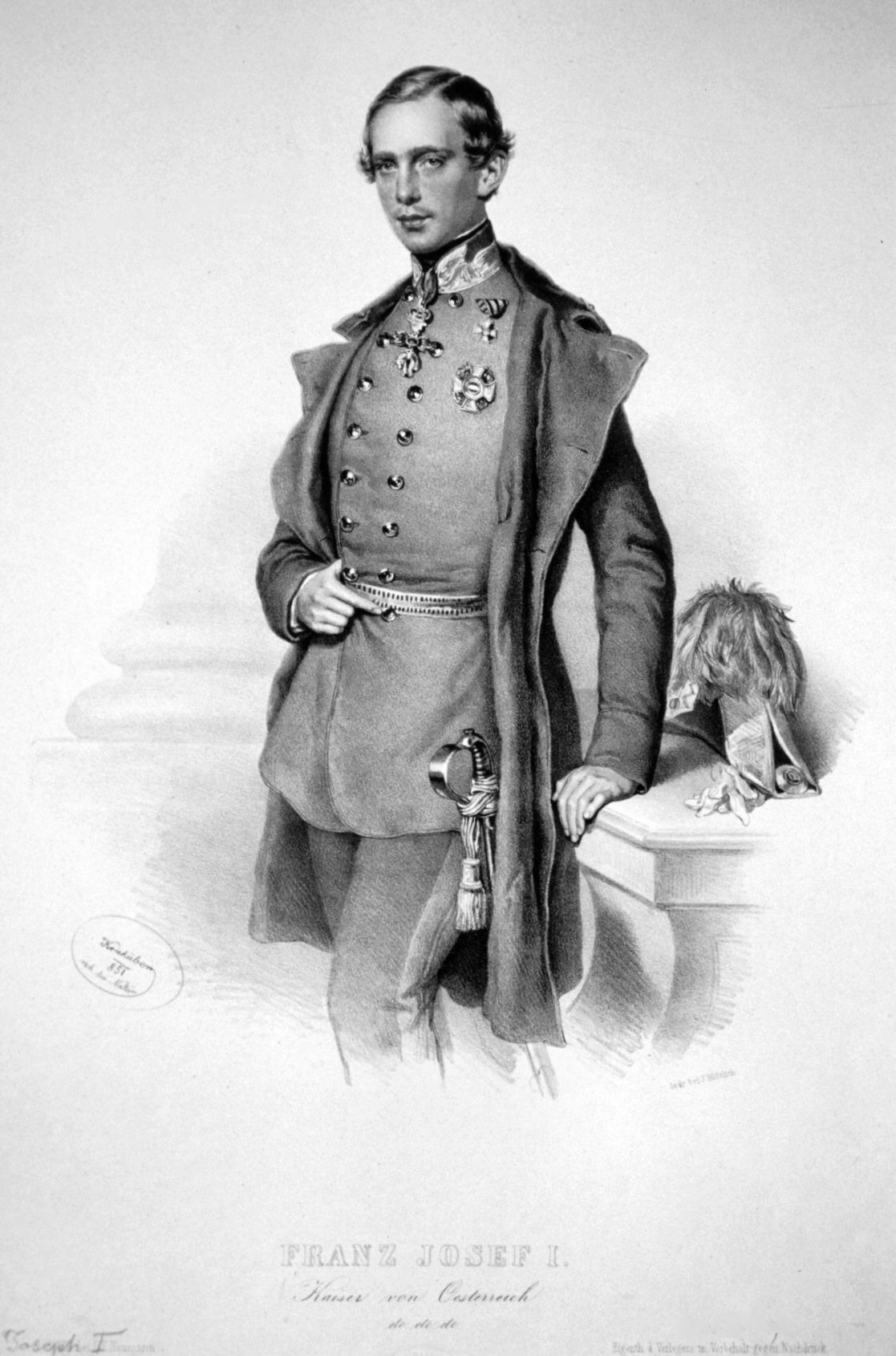
Cesarz na litografii Josepha Kriehubera z 1851

Podróż Franciszka Józefa I po Galicji i Bukowinie (1851).
Jesienią 1851 wówczas 21-letni cesarz Austrii Franciszek Józef I odbył podróż, podczas której odwiedził obszar dwóch krajów koronnych: Galicji (z Wielkim  Księstwem Krakowskim) i Bukowiny.
Podróżując cesarz poruszał się sześciokonnym powozem. Stałym elementem na trasie przejazdu orszaku cesarskiego, zarówno na drogach dojazdowych jak i w odwiedzanych miejscowościach, były tymczasowo stworzone łuki (wzgl. bramy) triumfalne. Bywało, że w trakcie spotkań z ludnością polską cesarz wypowiadał się wyrywkowo w języku polskim.
Były to pierwsze odwiedziny cesarza Franciszka Józefa I w Galicji. Po raz drugi cesarz przybył do kraju w 1855 odwiedzając swojego brata, arcyksięcia Karola Ludwika we Lwowie. Zaplanowane na rok 1869 odwiedziny nie doszły do skutku, zaś po raz drugi cesarz odbył podróż po Galicji i Bukowinie w 1880. W późniejszych latach monarcha odwiedzał Galicję jeszcze cztery razy w incydentalnych okazjach: 1893 (udział w manewrach), 1894 (odwiedziny Powszechnej Wystawy Krajowej we Lwowie), 1900 (udział w manewrach), 1904 (pobyt we Lwowie po manewrach w Komarnem).

## Etapy
Kraków – cesarz przybył do miasta 11 października 1851. Jego wizyta była związana z pożarem miasta w 1850. Pomiędzy godziną 15 a 16 wystrzały armat z Wawelu oraz bicie dzwonów z 38 kościołów starego Krakowa oznajmiły przyjazd do miasta cesarza, który na koniu wraz z asystą przybył z Podgórza. Monarcha został powitany tamże przez prezesa Rady Administracyjnej Wielkiego Księstwa Krakowskiego, Piotra Michałowskiego. Potem spotkał się z Radą Miasta Krakowa, której wiceprezes wręczył cesarzowi klucze do miasta. Następnie nawiedził kościół mariacki i udał się do pałacu rezydencjonalnego. Na drugi dzień, 12 października 1851 cesarz był w kościele katedralnym, gdzie został pobłogosławiony przez bpa Ludwika Łętowskiego, uczestniczył we mszy św., po czym zwiedził tamtejsze kaplice i groby królów, a następnie zwiedzał wnętrze zamku wawelskiego, odbywając przegląd tamtejszych koszar wojskowych. Potem odwiedził Uniwersytet Jagielloński, powitany przez rektora prof. Floriana Sawiczewskiego. Potem udał się do przedmieścia Wesoła, gdzie odwiedził Szpital Św. Łazarza i Klinikę. Następnie obejrzał fortyfikacje za rogatką warszawską i spotkał się z kadrą wojskową. Potem przedstawiano mu wybitniejszych przedstawicieli ludu wiejskiego, po czym przyjmował audiencje prywatne. Wieczorem w Krakowie zorganizowano iluminację świetlną. O godz. 20 cesarz pojawił się w teatrze, gdzie był witany pieśnią Boże, zachowaj Cesarza i okrzykami Niech żyje Cesarz!, zaś na scenie wystawiono dwuaktową komedię pt. Okrężne autorstwa Józefa Korzeniowskiego. W trzecim dniu pobytu, 13 października 1851 rano cesarz obserwował manewr wojskowy, zorganizowany na rogatką mogilską. Następnie udał się do Wieliczki.
Wieliczka – cesarz przybył do miasta 13 października 1851 o godz. 11. Udał się do kopalni soli, gdzie – zgodnie ze zwyczajem przewidzianym dla dostojnych gości – ubrał się w przygotowany strój tj. suknię, płaszcz jedwabny, czapkę górniczą i z toporkiem w dłoni wszedł do szybu „Franciszek”. Zszedłszy schodami w dół wziął udział w mszy św. w kaplicy św. Antoniego. Dalej przeglądał komory kopalni, w tym „Steinhauser”, gdzie przedstawiono dla niego pokazowy zjazd ze sklepienia górników trzymających kaganki, a w sali „Łętów” podziwiał pokazy tańców krakowskich. Po wyjściu z kopalni cesarz udał się do Bochni.
Bochnia – cesarz przybył do miasta 13 października 1851 o godz. 15:30. W mieście został przywitany przez starostę obwodowego, Karla Prokscha, a po spotkaniu z miejscowymi osobistościami opuścił Bochnię.
Brzesko – cesarz przebywał w mieście 13 października 1851 przyjechawszy z Bochni. Po spotkaniu z przedstawicielami władz cywilnych i religijnych, wyjechał z miasta.
Wojnicz – cesarz przejeżdżał przez miasto 13 października 1851 wieczorem.
Tarnów – cesarz przybył do przedmieść miasta 13 października 1851 o godz. 18:30. Był witany przez wojsko, duchowieństwo, burmistrza Antoniego Seemana i starostę obwodowego Augusta Merkla, a jako siedzibę przewidziano dla niego pałac biskupi, gdzie jeszcze tego samego dnia przyjmował gości. Nazajutrz, 14 października 1851 o godz. 7 obejrzał manewr wojskowy, następnie odwiedził szpital wojskowy i koszary, po czym przyjmował gości w swojej rezydencji. O godz. 11 wyjechał z Tarnowa.
Pilzno, Dembica, Sędziszów, Robczyce – cesarz przejeżdżał przez te miasta 14 października 1851, gdzie każdorazowo był witany stacjach pocztowych przez miejscową ludność.
Rzeszów – cesarz przybył do przedmieść miasta 14 października 1851 o godz. 16:30. Został powitany m.in. przez burmistrza Johanna Aichmüllera, spotkał się z Namiestnikiem i ks. Edmundem Schwarzenbergiem (komenderującym), po czym udał się do apartamentów, przygotowanych dla niego w gmachu urzędu cyrkularnego. Przyjął miejscowe władze cywilne, duchowieństwo, korpus oficerski, szlachtę, a szczególną uwagę zwrócił na przybyłych żołnierzy-weteranów w liczbie 128, po czym udzielał audiencji prywatnych. Następnego dnia, 15 października 1851 odwiedził koszary i szpital wojskowy, po czym o godz. 8 wyjechał z Rzeszowa.
Jarosław – cesarz przybył do miasta 15 października 1851 o godz. 11:30, wcześniej przejeżdżając przez Przeworsk. Był witany z hołdem przez przedstawicieli wojska, duchowieństwa i władz cywilnych z burmistrzem Karolem Kellermannem na czele. O godz. 12:30 cesarz opuścił Jarosław.
Przemyśl – cesarz przybył do miasta 15 października 1851. Został powitany przez burmistrza, Juliusza Chitrego de Freiselsfelda, następnie udał się do swojej rezydencji w gmachu cyrkularnym, gdzie spotkał się ze starostą Henrykiem de Saarem. Potem uczestniczył w musztrze wojskowej. W dalszym ciągu dnia przyjmował duchowieństwo, szlachtę, urzędników oraz udzielał audiencji prywatnych. Rankiem 16 października 1851 cesarz odwiedził szpitale wojskowy i cywilny. O godz. 9 wyjechał z Przemyśla.
Lwów – cesarz przybył do miasta 16 października 1851 i o godz. 14 wjechał na plac Ferdynanda. Został tam powitany przez burmistrza, Karola de Höpflingen-Bergendorfa, który wręczył mu klucze do miasta. Cesarz udał się do przygotowanej dla niego rezydencji w pałacu Namiestnictwa. Tam odebrał defiladę wojska, po czym przyjmował przedstawicieli władz cywilnych i wojskowych. Od godz. 17 trwał Souper Dinatoir'e z zaproszonymi 55 wyższymi osobistościami, zakończony o godz. 22. Na drugi dzień, 17 października 1851 o godz. 7 cesarz przybył do kościoła katedralnego, gdzie został wprowadzony przez abpa Łukasza Baranieckiego, po czym wysłuchał mszy św. zasiadając na tronie przed ołtarzem. Następnie udzielał audiencji. Potem odwiedził Namiestnika Agenora Gołuchowskiego i jego żonę w ich mieszkaniu. Później wraz z komenderującym ks. Schwarzenbergiem odwiedził koszary wojskowe w ogrodzie Jabłonowskiego, koszary strzelców, Czerwony Klasztor, Instytut Wychowania Dzieci Żołnierskich, zakłady Cytadeli. O godz. 16 trwał uroczysty obiad z gośćmi, a o 18:30 cesarz odwiedził strzelnicę bractwa kurkowego, gdzie przebywał trzy kwadranse. O godz. 20 pojawił się w teatrze miejskim, gdzie wystawiono dwie opery i balet. W trzecim dniu, 18 października 1851 Franciszek Józef I o godz. 7 rano przybył na Janowski plac musztry, był na nabożeństwie, po czym sam komenderował manewrem wojskowym. Następnie brał udział w uroczystości składania kamienia węgielnego pod Halicko-Ruski Instytut Narodowy. Potem odwiedził klasztor sióstr miłosierdzia wraz z domem chorych, zakład panien „Sacré-Cœur” (Najświętszego Serca), szpital główny, instytut niewidomych oraz instytut głuchoniemych. W dalszej kolejności cesarz przebywał w magistracie miasta Lwowa, potem w Zakładzie Krajowej Kasy Oszczędności. Następnie cesarz udał się do Uniwersytetu Lwowskiego, gdzie spotkał się z senatem uczelni i z rektorem, prof. Franciszkiem Kotterem oraz zwiedził gabinet fizyczny, gdzie został oprowadzony przez dr. Aleksandra Zawadzkiego. Potem cesarz udał się na plac św. Jura, gdzie odwiedził kościół katedralny obrządku greckokatolickiego, w którym został przyjęty przez biskupów Grzegorza Jachimowicza i Iwana Bocheńskiego, po czym zwiedził gmach metropolitalny. W dalszej kolejności był gościem domu ubogich św. Łazarza, a na ręce dyrektora tej placówki, Franciszka Adamskiego, darował 5000 złr.. Około 13:45 monarcha odwiedził tzw. dom kary i osobiście przekonał się o stanie osadzonych tam więźniów, a przyjmowany był tam przez prezesa sądu karnego, barona Karola Pohlberga. O godz. 17 Franciszek Józef I przebywał na obiedzie w swojej rezydencji, a od 20:30 przejeżdżał ulicami Lwowa oglądając iluminację miasta, był pozdrawiany wówczas przez tłumy ludności. Od około godz. 21 cesarz był gościem zorganizowanego na jego cześć balu, wyprawionego w sali bibliotecznej Zakładu Naukowego im. Ossolińskich. W czwarty dzień wizyty we Lwowie, 19 października 1851 Franciszek Józef I o godz. 8 wziął udział we mszy św. polowej na placu Janowskim i obejrzał tamże musztrę wojskową. Od około godz. 9 w pałacu udzielał posłuchań petentom. Po godz. 14 cesarz udał się na górę Parkową, gdzie z okazji jego odwiedzin urządzono zabawę ludową, a przybycie monarchy uczczono wystrzałami z 21 dział. Góra, z której w kierunku zachodnim rozpościerała się panorama Lwowa, została wówczas nazwana imieniem „Franciszek Józef”. Po obiedzie w pałacu cesarz przybył do teatru, gdzie wystawiono komedię Staroświecczyzna i postęp. Rankiem piątego dnia wizyty, 20 października 1851 o godz. 8 cesarz opuścił Lwów, wyjeżdżając przez Łyczakowskie rogatki.
Złoczów – cesarz przybył do miasta 20 października 1851 o godz. 11. Jego przyjazd uświetniono wystrzałami z armat i biciem dzwonów kościelnych. W mieście został przyjęty przez starostę obwodowego Piotra Andrzejowskiego, burmistrza Andrzeja Waydowicza, odwiedził korpus oficerski, duchowieństwo. Około godz. 12 opuścił miasto, udając się w stronę Tarnopola.
Jarczowce – po południu 20 października 1851 Franciszek Józef I odwiedził tam stadninę koni hr. Juliusza Dzieduszyckiego.
Tarnopol – cesarz przybył do miasta 20 października 1851 o godz. 17. Na rogatkach miasta został powitany przez burmistrza Seweryna Drzemalika, a następnie na placu Targowicy przez przełożonego obwodu, Karola Piwockiego, będącego tam wraz z osobistościami miasta. W udostępnionych apartamentach udzielał audiencji. Nazajutrz, 21 października 1851 od godz. 6 cesarz odwiedzał szpitale wojskowy, cywilny i starozakonnych, po czym wyjechał z miasta.
Mikulińce – cesarz przybył tam 21 października 1851 o godz. 8. Został powitany przez miejscowego dziedzica, barona Konopkę.
Strusów – cesarz przejeżdżał tamtędy 21 października 1851. Przejechał przez bramę triumfalną, ozdobioną kwiatami z oranżerii właściciela miejscowego majątku, hr. Włodzimierza Baworowskiego. Był witany przez tamtejsze duchowieństwo i ludność.
Trembowla – cesarz przejeżdżał tamtędy przedpołudniem 21 października 1851 o godz. 8. Był uroczyście pozdrawiany przez miejscową ludność.
Kopyczyńce – cesarz zatrzymał się tam 21 października 1851 o godz. 11 na miejscowej stacji pocztowej.
Tłuste – cesarz zatrzymał się tam 21 października 1851.
Zaleszczyki – cesarz przybył tam 21 października 1851 o godz. 15:30. Został przyjęty przez starostę i dostojników miejscowych.
Następnie monarcha udał się w dalszą drogę, opuszczając Galicję został powitany na moście na Dniestrze przez prowizorycznego szefa Bukowiny, barona Wojciecha Hennigera oraz wojskowych. Następnie, już po zapadnięciu zmroku, pokonywał drogę oświetlaną przez ludność wiejską i eskortę włości na koniach.
Czerniowce – cesarz przybył tam 21 października 1851 wieczorem. Został powitany przez burmistrza miasta, Wojciecha Suchanka, od którego odebrał klucze do miasta. Następnie udzielał audiencji. Rankiem następnego dnia, 22 października 1851, monarcha obejrzał manewr wojskowy i odbył przegląd żandarmerii i straży finansowej. Następnie odwiedził zakłady dobroczynne, po czym udzielał audiencji w swej rezydencji. Od godz. 17 trwał uroczysty obiad, a od 19:30 cesarz przebywał na strzelnicy miejskiej, gdzie sam oddawał strzały. Stamtąd cesarz przeszedł do pobliskiej sali, gdzie odbył spotkanie z miejscową szlachtą, podczas którego wysłuchał melodii ludowych zagranych przez pianistę Karola Mikuliego. Następnie, do godz. ok. 21 w ogrodzie publicznie uczestniczył w pokazie tańców ludowych. Następnego dnia, 23 października 1851 o godz. 5:30 cesarz opuścił Czerniowce.
Radautz – cesarz przybył tam 23 października 1851. Najpierw dłuższy czas spędził na odwiedzinach stadniny, kierowanej przez ppłk. Marcina Hermanna. Potem spotkał się z miejscowymi osobistościami. W kolejnych dniach pobytu w Radautz, tj. 24–26 października 1851, cesarz poświęcał czas na „zabawy myśliwskie”. 26 października przyjął delegację strzelców czerniowieckich. 27 października 1851 wyjechał z Radautz.
Czerniowce – cesarz przejeżdżał przez to miasto ponownie 27 października 1851, po czym opuścił teren Bukowiny i powrócił na obszar Galicji.
Śniatyn – cesarz przejeżdżał tamtędy 27 października 1851. Był uroczyście pozdrawiany przez miejscową ludność.
Kołomyja – cesarz przybył tam 27 października 1851 o godz. 14:30. Przy wjeździe odbył przegląd kompanii miejscowego 24 pułku piechoty. Następnie został przywitany przez burmistrza Michała Boczarskiego i magistrat, otrzymując klucze do miasta, po czym udał się do gmachu cyrkularnego przyjęty przez przełożonego cyrkułu hr. Bolesława Borkowskiego. W rezydencji gmachu odbywał spotkania oraz udzielał audiencji, po czym odwiedził koszary i szpital wojskowy. Potem wystawiono uroczysty obiad. Nazajutrz, 28 października 1851 o godz. 6 monarcha wyjechał z Kołomyi.
Łanczyn – cesarz przybył tam 28 października 1851 o godz. 8:30. Został tam przyjęty przez miejscowe duchowieństwo.
Delatyn – cesarz przybył tam 28 października 1851 o godz. 9:30. Był uroczyście witany, a w tym czasie rozbrzmiewały dzwony i wystrzały armatnie. Z miasta udał się do oddalonych o około ćwierć mili terenów budowy salin w Horyszu, gdzie uczestniczył w złożeniu kamienia węgielnego w placówce nazwanej „Saliny Franciszka Józefa”. Tam wziął udział we mszy św., odprawionej przez abpa Łukasza Baranieckiego, po czym sam dokonał złożenia kamienia węgielnego. Przy tej okazji odznaczył rządcę dóbr kameralnych w Delatynie, Tadeusza Kracha, Złotym Krzyżem Zasługi Cywilnej. Po uroczystościach cesarz wyjechał z Delatyna.
Majdany (zob. Majdan Górny i Majdan Średni) – cesarz przejeżdżał tamtędy 28 października 1851 o godz. 11. Był poprzedzony orszakiem Hucułów oraz powitany przez komisarza stacyjnego i duchowieństwo.
Nadwórna, Bohorodczany, Lisiec – cesarz przejeżdżał przez te miasta 28 października 1851, a mijając miejscowe stacje był uroczyście pozdrawiany.
Stanisławów – cesarz przybył tam 28 października 1851 o godz. 13:30. Do miasta wjechał na udostępnionym mu przez komitet powitalny koniu angielskim. Został przyjęty przez burmistrza Leona Skorskiego i miejscowych dostojników oraz otrzymał klucze do miasta. Przed domem, stanowiącym jego rezydencję, został powitany przez urzędującego w zastępstwie starostę obwodowego, Józefa Majewskiego. Następnie udzielał audiencji, zwiedził szpital i gmach kryminalny, szpital wojskowy i koszary. Wieczorem w mieście ukazano iluminację. Nazajutrz, 29 października 1851 cesarz obejrzał musztrę wojskową. Potem zwiedzał stadninę Antoniego Mysłowskiego z Koropca, po czym – pożegnawszy się – opuścił Stanisławów.
Kałusz, Dolina, Bolechów – cesarz przejeżdżał przez te miasta 29 października 1851, a mijając bramy triumfalne w tychże stacjach był uroczyście witany.
Stryj – cesarz przybył tam 29 października 1851 o godz. 16. Został powitany przez burmistrza Jana Wajdowicza wraz z wydziałem miejskim, a następnie przez feldmarszałka porucznika hr. Sámuela Gyulaya i miejscowych wojskowych. Potem odwiedził szpital wojskowy, po czym w swym apartamencie spotkał się ze starostą Karolem Bochyńskim i urzędnikami cyrkułu oraz udzielał audiencji prywatnych. Potem na dziedzińcu przyjął inwalidów. Następnego dnia, 30 października 1851 o godz. 7 monarcha wyjechał do Lisowiec na polowanie, na którym przebywał do godz. 14. O godz. 15 znów był w Stryju, a około godz. 16 opuścił to miasto.
Drohobycz – cesarz przybył tam 30 października 1851 po godz. 17. Został tam przywitany przez burmistrza Ignacego Niewiadomskiego, miejscowych wojskowych, duchowieństwo i dostojników.
Sambor – cesarz przybył tam 30 października 1851 o godz. 20. Został powitany przez burmistrza Wincentego Daneka. Potem udał się do urzędu cyrkularnego, przyjęty przez miejscowego starostę. Następnie wydano ucztę, a pobyt monarchy uczczono oświetleniem miasta i wystrzałami z 25 moździerzy. Nazajutrz, 31 października 1851 o godz. 7 cesarz odwiedził szpital wojskowy, szpital cywilny, sąd karny. W dalszej kolejności przyjmował naczelnika cyrkularnego Jana Balkę i urzędników tego urzędu oraz innych. O godz. 9 cesarz wyjechał z Sambora
Chyrów – cesarz przejeżdżał przez tamtejszą stację 31 października 1851. Był uroczyście witany przez miejscowe duchowieństwo, urzędników i ludność.
Przed Starzawą przy moście nad Strwiążem – cesarz przejechał 31 października 1851 przez łuk triumfalny.
Smolnica – cesarz przejeżdżał przez tamtejszą stację 31 października 1851. Oczekującym tam chłopcom ze szkoły wojskowej ze Starego Sambora polecił wykonywać ćwiczenia militarne.
Krościenko – cesarz przejeżdżał przez tę miejscowość w dalszej drodze.
Ustrzyki Dolne – cesarz przybył tam 31 października 1851 o godz. 13. Przejechał przez łuk triumfalny z napisem Imperatori amato. Został tam powitany przez komisarza stacyjnego, urzędników, duchowieństwo i lud.
Berehy (zob. Berehy Górne, Berehy Dolne) – cesarz przejeżdżał tamtędy po wyjeździe z Ustrzyk. Na powitanie monarchy oddano 21 strzałów z moździerzy.
Lisko – cesarz przejechał przez tamtejszą stację. W mieście witała go szlachta, duchowieństwo, ludność karpacka, a także komisarz obwodowy i przedstawiciele rady miejskiej. W dalszej drodze monarcha przejechał przez bramy triumfalne: najpierw między Liskiem a Zagórzem, a potem w Zahutyniu, gdzie został powitany przez urzędników kameralnych z Mrzygłodu.
Olchowce – zbliżając się do Sanoka od strony wschodniej, wyraził życzenie odwiedzenia stadniny w Olchowcach. W tym celu przekroczył postawiony naprędce most na rzece San, wizytował olchowiecką stadninę, prowadzoną przez rtm. Kaspra Müllera, obejrzał stado i sam wykonał kilka ewolucji konnych, po czym powrócił na drugą stronę rzeki i powozem ruszył w stronę pobliskiego Sanoka.

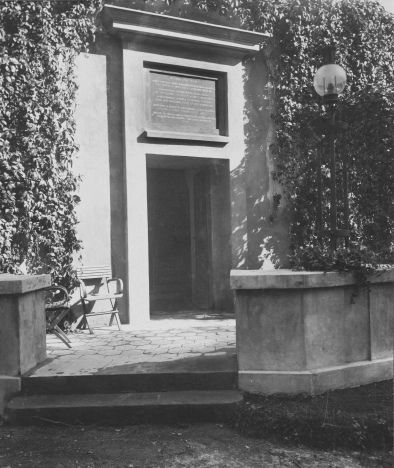
Tablica upamiętniająca pobyt cesarza w Sanoku

Sanok – cesarz przybył tam 31 października 1851 o godz. 16. Witały go dzwony kościelne, huk armat (oddano 101 wystrzałów), muzyka i okrzyki „Niech żyje!”. Przy bramie triumfalnej, ozdobionej m.in. inicjałami F. J. oraz napisem Viribus unitis, monarcha został przyjęty przez burmistrza Jakuba Krulikiewicza, od którego otrzymał klucze do miasta. Następnie przeszedł miejscowy rynek, po czym przy apartamentach udzielonych w siedzibie cyrkułu na zamku sanockim został powitany przez batalion piechoty arcyksięcia Wilhelma, przez starostę cyrkularnego, Ernesta Uherka, jak również przez władze skarbowe, duchowieństwo i szlachtę. Potem odwiedził szpital wojskowy, a na dziedzińcu gmachu rezydencjonalnego spotkał się z 1999 żołnierzami-weteranami z miejscowego obwodu, odznaczonymi złotymi lub srebrnymi medalami honorowymi, krzyżami armii i innymi. Później przyjmował duchowieństwo, szlachtę, nauczycieli oraz udzielał audiencji prywatnych. Wieczorem, o godz. 19 wydano ucztę, a miasto zostało oświetlone. Nazajutrz, 1 listopada 1851 o godz. 5:30 monarcha wziął udział we mszy św. w kościele farnym, po czym wyjechał z miasta.
Rymanów, Iwonicz, Równe – cesarz przejeżdżał przez te miasta 1 listopada 1851, a w bramach triumfalnych był witany przez duchowieństwo, szlachtę i ludność.
Dukla – cesarz przybył tam 1 listopada 1851 o godz. 10. Został tam przyjęty przez urzędników, duchowieństwo, szlachtę i lud.
Jasło – cesarz przybył tam 1 listopada 1851 około godz. 12. Został tam przyjęty przez burmistrza Karola Alkera wraz z wydziałem miejskim, cechy okolicznych miast (Kołaczyce, Brzostek, Dębowiec, Krosno), duchowieństwo, wojskowych, starostę Józefa Szalowskiego. Obejrzał batalion Landwehry pułku barona Haynau. Otrzymał apartament w gmachu cyrkularnym, dokąd udał się w towarzystwie gen. Grünne. Tam udzielił kilku audiencji, po czym wyjechał z miasta.
Biecz, Gorlice, Grybów – cesarz przejeżdżał przez te miasta 1 listopada 1851. W Grybowie był przyjęty przez burmistrza Karola Winnickiego.
Nowy Sącz – cesarz przybył tam 1 listopada 1851 ok. godz. 19. Został uroczyście powitany i przyjęty przez burmistrza Michała Fiałkiewicza i starostę Wenzela Gepperta, a także przez szlachtę i kompanię piechoty wojska. Następnie przeszedł do przygotowanego dla niego mieszkania i spotkał się z przedstawicielami szlachty, duchowieństwa, urzędników i korpusu oficerów. W porze wieczornej, mimo deszczowej aury, przedstawiono w mieście iluminację świetlną. Nazajutrz, 2 listopada 1851 monarcha udał się na mszę św. o 7 rano, następnie wizytował załogę wojskową, potem odwiedził szpitale wojskowy i cywilny, po czym powróciwszy do swych apartamentów przyjmował petentów. O godz. 8:30 opuścił Nowy Sącz.
Jordanów – cesarz przybył tam 2 listopada 1851 o godz. 15, tym samym po raz drugi w trakcie swej podroży zawitał na obszar cyrkułu wadowickiego. Spotkał się z miejscową szlachtą, duchowieństwem i ludność, po czym odjechał.
Limanowa, Kasina, Mszana, Malejowa – cesarz przejeżdżał przez te miejscowości 2 listopada 1851, a mijając tamtejsze stacje był uroczyście pozdrawiany przez władze, szlachtę, duchowieństwo i ludność.
Juszczyn, Biała, Maków – cesarz przejeżdżał przez te miejscowości 2 listopada 1851, a mijając tamtejsze stacje był uroczyście pozdrawiany przez władze i lud.
Sucha – cesarz przybył tam 2 listopada 1851 o godz. 16. Jego przyjazd uczczono wystrzałami z moździerzy, a monarcha został powitany przez władze, szlachtę, duchowieństwo i mieszkańców. Po dostrzeżeniu grupy górali, płaczących z powodu spalenia w pożarze ich majątku, Franciszek Józef przekazał sumę pieniężną na ich rzecz.
Ślemień, Kuków, Lass, Okrajnik – cesarz przejeżdżał przez te miejscowości 2 listopada 1851 już po zapadnięciu zmroku, zaś drogę orszakowi oświetlali przy drodze miejscowi włościanie z pochodniami oraz płonące stosy drzewa.
Żywiec – cesarz przybył tam 2 listopada 1851 o godz. 18:45. W oświetlonym mieście został powitany przez magistrat z burmistrzem Grzegorzem Frankiem oraz ludność, po czym udał się do zamku arcyksiążęcego, przeznaczonego jemu na nocleg. Tam spotkał się z władzami, starostą obwodu wadowickiego Józefem Loserthem, wojskowymi, duchowieństwem w tym z bpem Józefem Alojzym Pukalskim, zaś dla monarchy i jego gości wyprawiono ucztę. Następnego dnia, 3 listopada 1851 o godz. 5 cesarz wyjechał z miasta.
Biała – cesarz przybył tam 3 listopada 1851 o godz. 7. Przy odgłosach armat, dzwonów, muzyki został uroczyście powitany przez władze cywilne i wojskowe oraz duchowieństwo i mieszkańców. Przywitał się z magistratem, na czele z Antonim Jettmarem. Następnie monarcha pożegnał się i o godz 7:30 wyjechał z miasta, opuszczając następnie Galicję. W tym czasie została zdjęta chorągiew powiewająca na górze Franciszek Józef w stolicy Galicji tj. Lwowie.
Jeszcze przebywając w Żywcu, w dniu 2 listopada 1851 cesarz skierował list do Namiestnika Galicji, Agenora Gołuchowskiego, wyrażając swoje uznanie dla jego polityki i wyrażając wdzięczność za okazaną mu podczas podroży przychylność i wierność. Za zasługi w zakresie administracji w krajach koronnych cesarz nadał odznaczenia wybranym osobom.

## Upamiętnienie
W 1908 na budynku Zamku Królewskiego w Sanoku, gdzie podczas podróży przebywał cesarz, została ustanowiona tablica upamiętniająca jego pobyt.